# Daniel Mérida
Daniel Mérida Aguilar (* 26. September 2004 in Madrid) ist ein spanischer Tennisspieler.

## Karriere
Mérida spielte zwischen 2018 und 2022 auf der ITF Junior Tour. Dort nahm er viermal an Grand-Slam-Turnieren teil, wo sein bestes Resultat im Einzel   zweimal das Erreichen des Viertelfinals der French Open war – in den Jahren 2021 und 2022. Einen Titel der Kategorie J3 gewann er im Jahr 2021. In der Junioren-Rangliste erreichte er mit Platz 15 seine höchste Notierung Anfang 2022.
Bei den Profis spielte Mérida in seinem letzten Jahr als Junior bereits erfolgreich und zog in die Top 1000 der Tennisweltrangliste ein, nachdem er seinen ersten Titel auf der ITF Future Tour gewonnen hatte. In Murcia verbuchte er zudem seinen ersten Matcherfolg auf der nächsthöheren ATP Challenger Tour. Die Saison verbrachte er wie auch das folgende Jahr in etwa auf Platz 500; 2022 war ein zweiter Future-Titel hinzugekommen.
Dank zwei weiterer Titel auf der Future Tour, darunter auch das erste Mal einen der M25-Kategorie stieg er 2024 weiter in der Rangliste auf. Mit weiteren Finalteilnahmen sowie der erstmaligen Teilnahme an einem Challenger-Viertelfinale in Maia beendete er die Saison erstmals unter den Top 300 der Welt. Er gewann in der Saison das prestigeträchtige Exhibitionsturnier Copa del Rey unter anderem mit Siegen gegen Dominic Thiem und Fabio Fognini.
Im Januar 2025 gewann Mérida seinen fünften Future-Titel. In Murcia besiegte er beim dortigen Challenger den Grand-Slam-Sieger Marin Čilić in der ersten Runde. Im Februar gab Mérida sein Debüt auf der ATP Tour beim Turnier in Doha. Er erhielt dort neben Lokalmatador Mubarak Shannan Zayid eine Wildcard für das Doppelfeld, wo sie ihr Auftaktmatch verloren. Sonst ist Mérida selten im Doppel aktiv.

## Erfolge
| Legende (Anzahl der Siege) |
| Grand Slam                 |
| ATP Finals                 |
| ATP Tour Masters 1000      |
| ATP Tour 500               |
| ATP Tour 250               |
| ATP Challenger Tour (1)    |

### Einzel

#### Turniersiege
| Nr. | Datum         | Turnier    | Belag     | Finalgegner | Ergebnis |
| --- | ------------- | ---------- | --------- | ----------- | -------- |
| 1.  | 20. Juli 2025 | Pozoblanco | Hartplatz | Sun Fajing  | 6:3, 6:4 |